# Palazzo in via Cisterna dell'Olio n.18
Il palazzo in via Cisterna dell'Olio n.18 è un edificio storico del centro di Napoli.

## Storia e descrizione
Questo palazzo ha probabili origini cinquecentesche ma venne totalmente modificato nel XVIII secolo su commissione della Famiglia Albani, appartenente al patriziato ed ascritta al seggio di Portanova.
Presenta una facciata di quattro piani, un ammezzato e tre superiori; quest'ultimi sono caratterizzati da una ricca decorazione in stucco di stile rococò che va ad avvolgere le cornici delle finestre.  Alla sua base si apre un portale in piperno con delle volute che si congiungono con il balcone sovrastante dalla sinuosa ringhiera. Oltrepassato il breve androne, si ha subito alla destra la scala aperta dall'unica arcata ribassata per livello, parzialmente coperta da un moderno ascensore. Sul fondo del cortile vi è un piccolo portico formato da due archi a tutto sesto e delimitato da una colonna in pietra. 
Oggi è adibito ad abitazione privata.